# Rubécourt-et-Lamécourt
Rubécourt-et-Lamécourt é uma ex-comuna francesa na região administrativa de Grande Leste, no departamento das Ardenas. Estendeu-se por uma área de 4,61 km². Em 2010 a comuna tinha 149 habitantes (densidade: 32,3 hab./km²).  Em 1 de janeiro de 2017 foi fundida com a comuna de Bazeilles.